# 429 هـ
429 هـ هي سنة في التقويم الهجري امتدت مقابلةً في التقويم الميلادي بين سنتي 1037 و1038.

## أحداث
- قيام دولة السلاجقة: قاد طغرل بك حفيد سلجوق حرباً مع الدولة الغزنوية في إقليم خراسان الكبرى، تمكَّن على إثرها من انتزاع مدينتي مرو ونيسابور في عام 1037م (429 هـ). انتصر طغرل في العام ذاته بمعركته الكبرى مع الغزنويين، وهي معركة داندقان، التي كسرت شوكة دولة الغزنويِّين وأدَّت إلى الظهور الحقيقي للدولة السلجوقية.

## مواليد
- أبو عبد الله التميمي

## وفيات
- أبو منصور الثعالبي
- ابن مغيث
- زهير الصقلبي
- عبدالملك الثعالبي
- عبد القاهر البغدادي
- أبو عمر الطلمنكي
- الفرخي السيستاني